# 链接期
链接期（link time）是指程序设计中，链接器把目标文件链接产生可执行文件时的行为。通常包括外部引用对象与函数的定址、不同种类的跨模块检查（类型检查、模板实例化之后的合并等）、某些程序优化等。 
程序设计语言可能会指明一些源程序在链接期必须满足的要求。如名字的可见性。 
有些语言或系统，链接的工作放在了运行期，如晚绑定。 